# Волин (остров)
Во́лин (пол. Wolin, нем. Wollin) Воллин — остров в Балтийском море, принадлежащий Польше, отданный ей антигитлеровской коалицией, после Второй мировой войны. 
На острове находится город Волин. От острова Узедом (Узнам) Волин отделяется рекой Свина (часть эстуария Одры), а от материковой части Польского Поморья — рекой Дзивна. К северу от острова находится Померанская бухта, к югу — Щецинская лагуна. Остров имеет площадь 265 (245) км². Его самой высокой точкой является гора Grzywacz — 116 метров над уровнем моря. По острову проходит железнодорожная линия, которая соединяет Щецин и Свиноуйсьце и международный автомобильный маршрут E65.

## История
Брод через Дзивну, на берегах которой расположен Волин, использовался ещё в каменном веке. Археологические раскопки указывают на то, что в период миграции на рубеже V и VI веков в этом районе существовало поселение, которое впоследствии место было заброшено примерно на 100 лет.
В другом источнике указано что на островах Рюген, Узедом и Воллин и между Одером, Гавелем и Балтийским морем обитали союзные славянские племена под общим названием Лютичи, которые постоянно воевали с франками, саксами и так далее, в основном с норманнами и немцами, и их вооружённая борьба с ними за свою независимость была чрезвычайно упорной и продолжалась около 400 лет (с VIII по XII столетие). Немецкие колонизаторы массами истребляли лютичей, облагали их данью, насильно обращали в христианство, строили католические церкви и монастыри, закрепощали, завладевали их землями и заселяли их немецкими колонистами, и в конечном итоге покорили.
В конце VIII или начале IX века появилось новое поселение. Наиболее ранние свидетельства укреплений датируются первой половиной IX века. В конце IX века — в начале X века Волин стал закрытым укрепленным островом. О поселении славян-волинян (волынян) на острове Волин упоминает в IX веке Баварский Географ.
В 967 году Мешко I включил остров Волин в состав польского государства, однако в конце X века остров вновь обрёл независимость от поляков. В последующие века остров часто подвергался нападениям со стороны датчан (см. Винета). В 1121 году Болеслав III Кривоустый завоевал остров. Продолжались стычки между померанами и поляками. После насильственной христианизации населения острова Оттоном Бамбергским здесь стало селиться всё больше немцев. Славяне ассимилировались, славянский язык постепенно вытеснялся немецким и наконец исчез. 

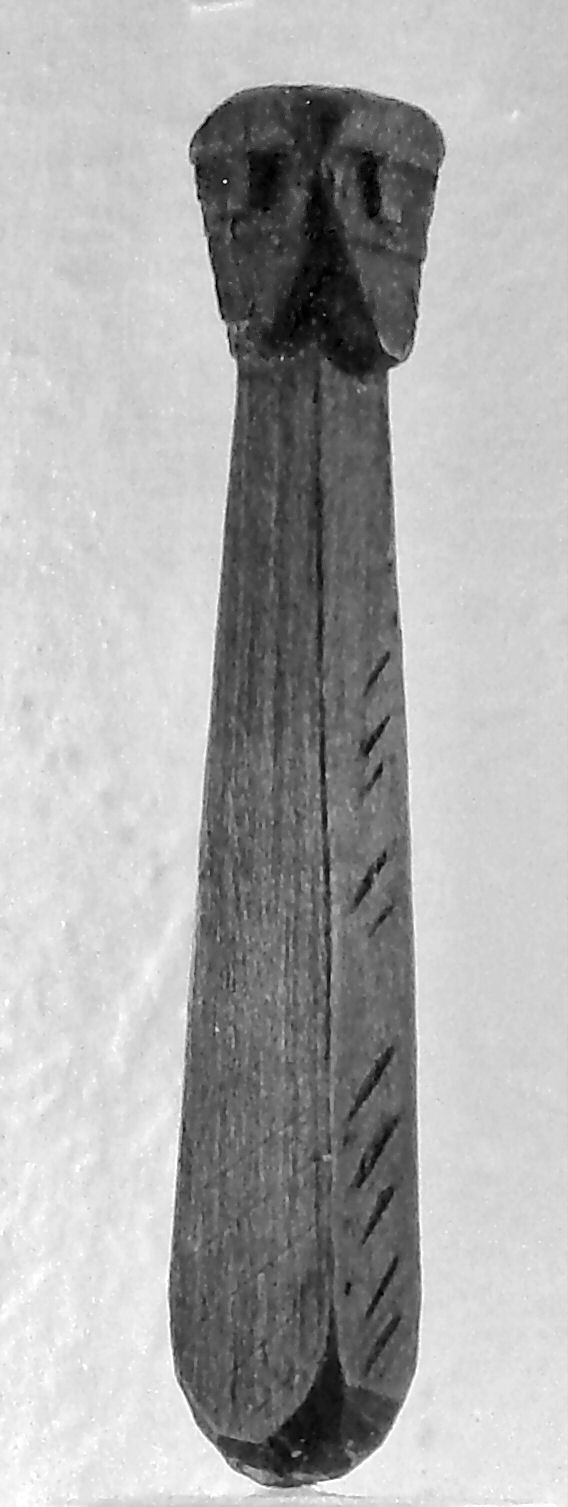
Одна из четырёх деревянных фигурок Святовита, найденных в Волине, с IX или X века, использованных для домашнего богослужения.
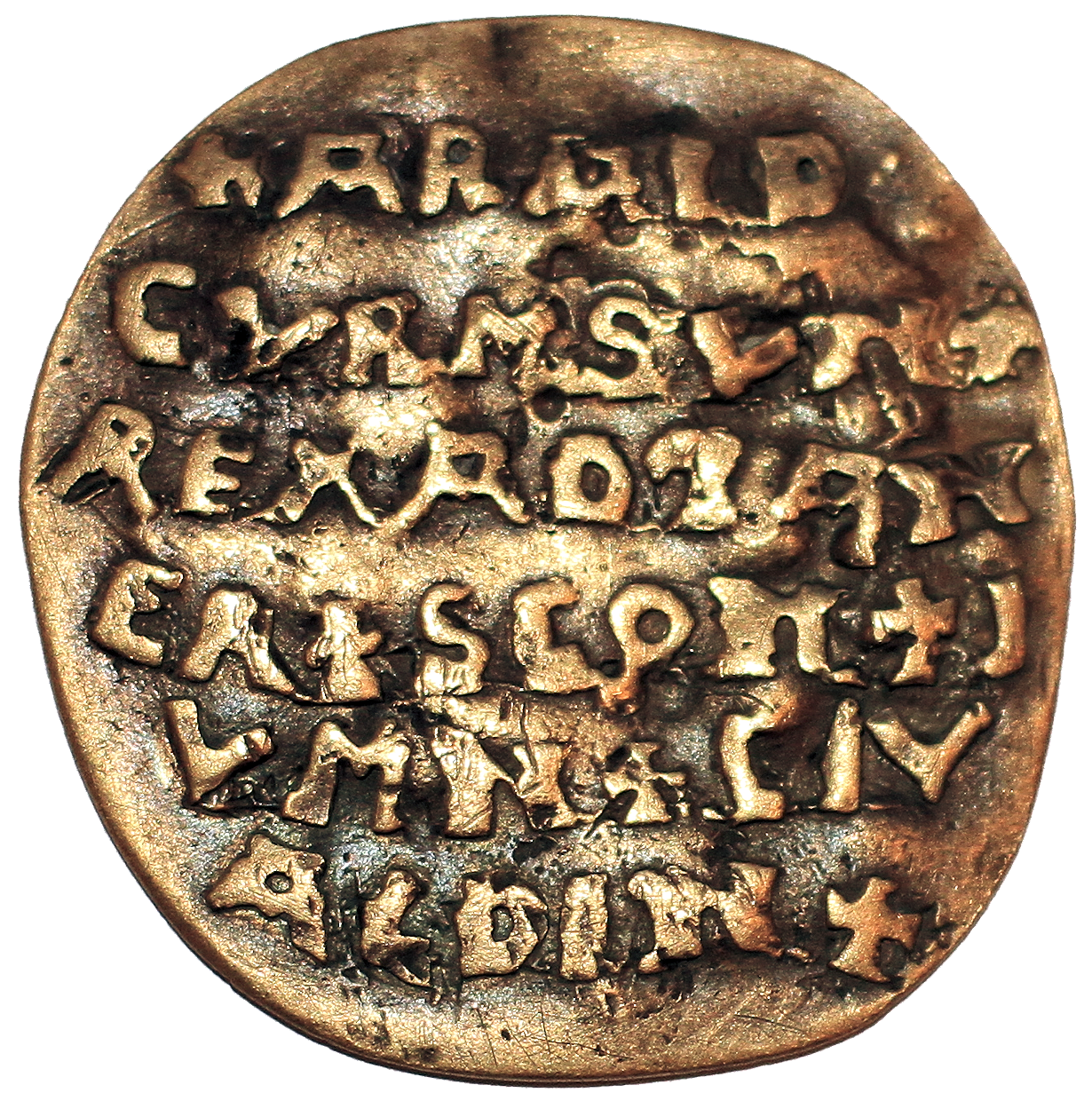
Диск Харальда Синезубого — аверс.

С 1125 года на острове находилось католическое епископство, которое в 1170 году было переведено в противолежащий город Каммин.
на острове Воллине находился вендский торговый пункт Винета (Vineta), также Юлин, где на начало XIX столетия был город Воллин, 5 000 жителей. Винета (Vineta), также Юлин, как торговый пункт процветал в X и XI столетиях, и в 1184 году был разрушен датчанами, а по преданию, потоплен волнами.
В 1648 году остров Волин по Вестфальскому миру, завершившему Тридцатилетнюю войну, перешёл во владение короля Швеции. С 1720 года он входил в состав Прусского королевства. 
На конец XIX столетия Волин входил в состав Штеттинского округа прусской провинции Померании, и с островом Узедом образовывал, от которого он отделен на западе проливом Свине, а на востоке от материка проливом Дивенов, уезд Узедом-Волинский (округ Узедом-Воллин). На острове, в 245 кв. км, в это время проживало 14 000 жителей обоего пола. Жители острова занимались главным образом рыбной ловлей и скотоводством и находили заработок на цементных, известковых и кирпичных заводах. В юго-восточном углу острова лежал единственный город Волина, на то время Дивенов, в котором, на 1885 год, проживало 5 300 (5 000) жителей, в основном занимавшихся судоходством, судостроением, рыбной ловлей, скотоводством и торговлей лесом.
После упразднения Прусского королевства, как и развала Германской империи входил в состав Германской республики и нацистской Германии. В конце Великой Отечественной войны Волин был освобождён от нацистов Красной Армией ВС СССР. Решением антигитлеровской коалиции , принятой на Потсдамской конференции, остров был отдан Польше, и поляки подвергли выдворению (депортации) всё немецкое население, которое ещё там оставалось на то время.

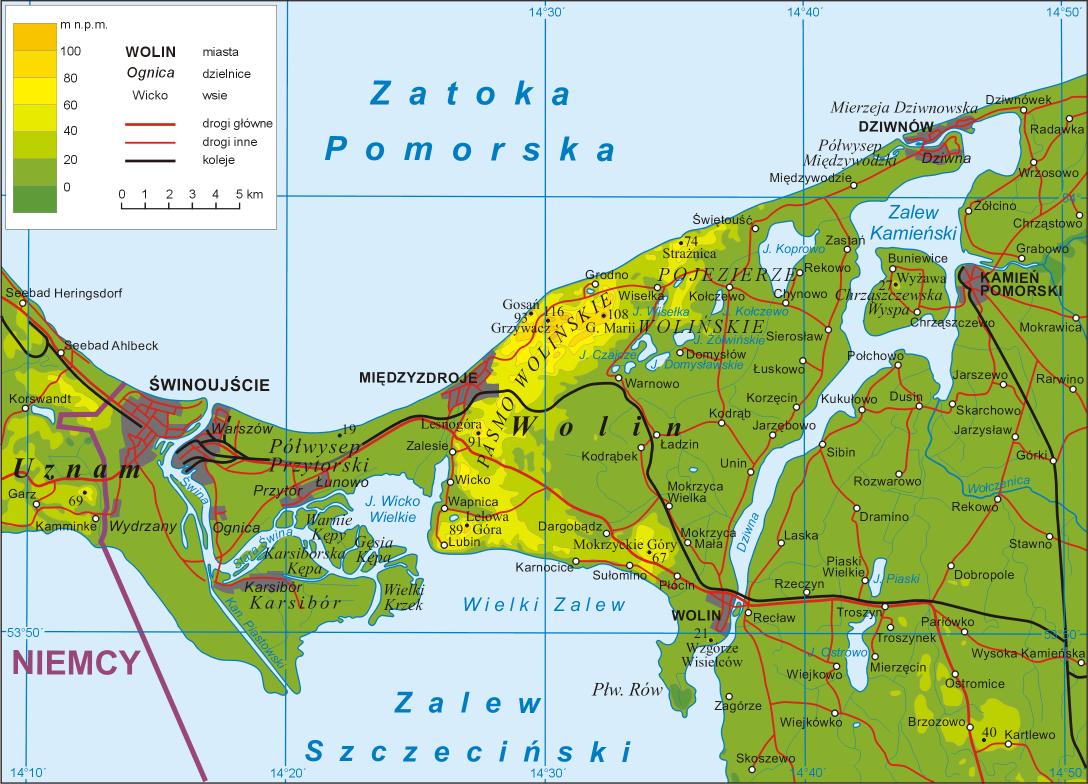
Карта острова Волин.
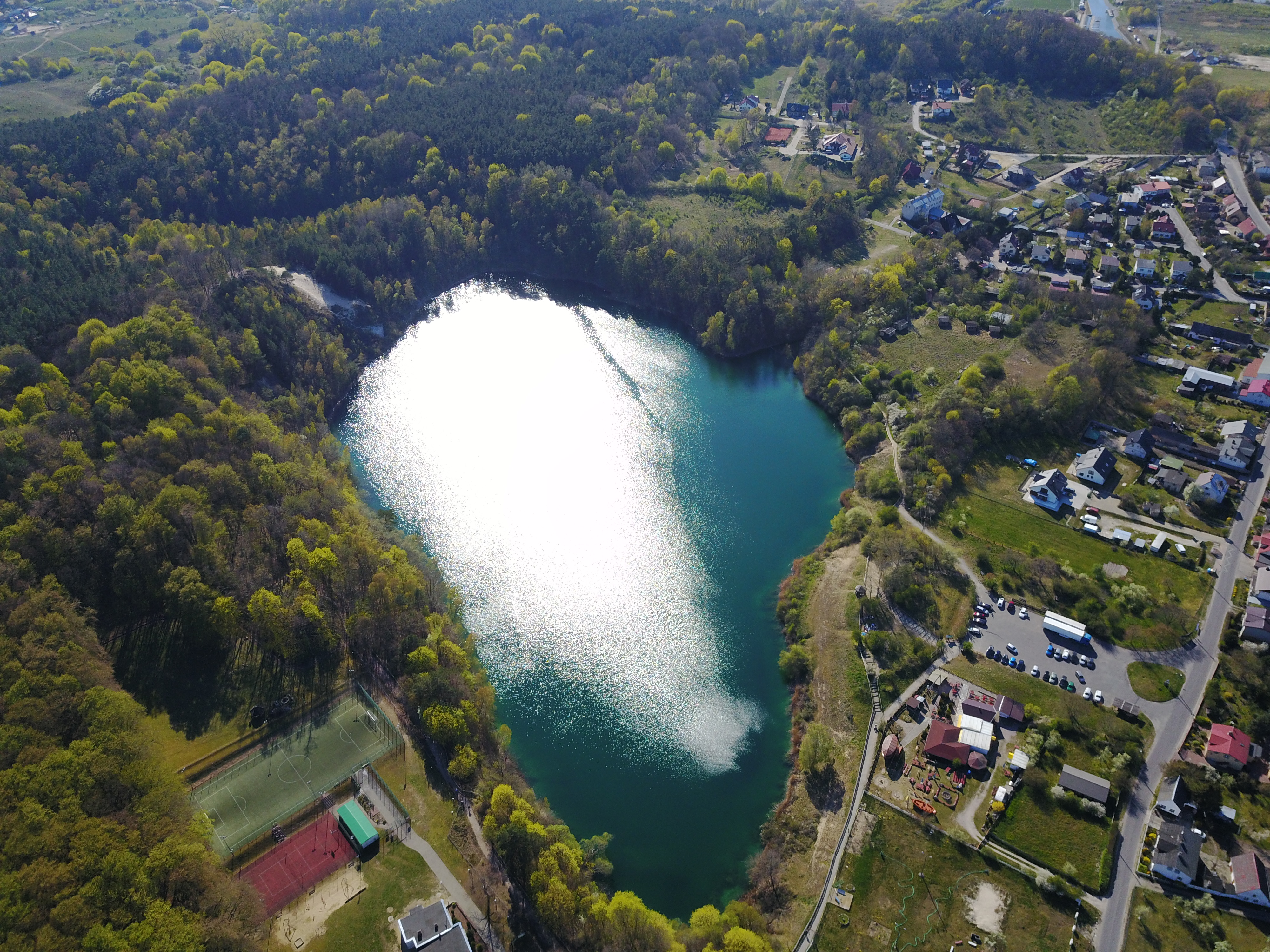
Озеро около Вапницы.
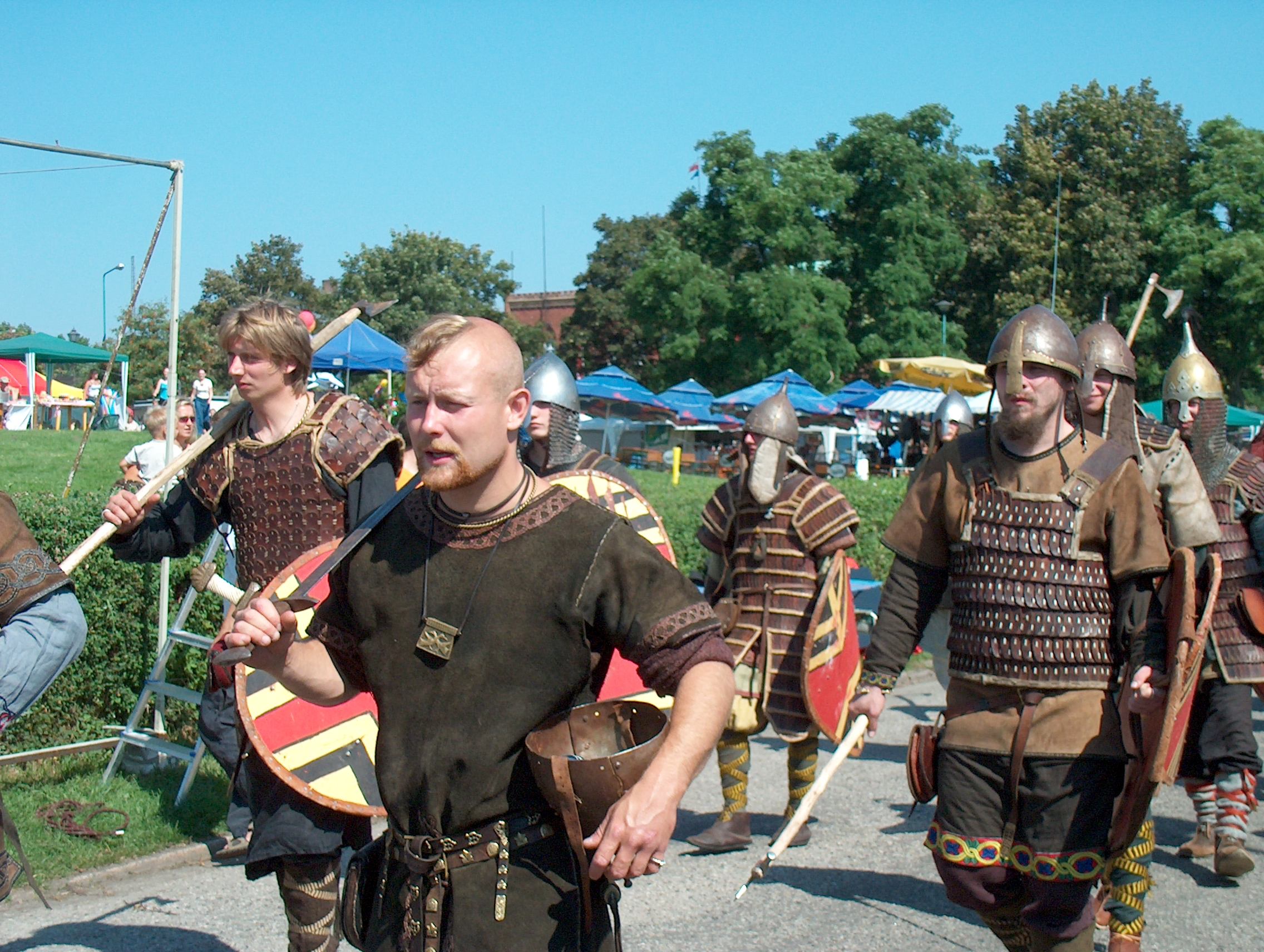
Парад открытия на фестивале викингов и славян в 2004 году.

## Экономика
Крупная промышленность на острове отсутствует. Основу экономики составляют сельское хозяйство и туризм.
Из-за красивых пляжей (особенно в Визевке и Дзивнуве) остров очень популярен у туристов. Местной достопримечательностью также является созданный в 1960 году Волинский национальный парк, занимающий площадь в 11 000 гектаров. В нём обитают несколько зубров.